# Стеглик, Франтишек
Франтишек Стеглик (чеш. František Stehlík; 18 сентября 1904 — 10 июня 1939) — чехословацкий футболист, игравший на позиции защитника. Выступал за пражские команды «Виктория Жижков» и ЧАФЦ Винограды.
В составе сборной Чехословакии сыграл 1 матч.

## Биография
Франтишек родился в сентябре 1904 года в семье Вацлава Стеглика и его жены Анны. Он выступал на позиции защитника за футбольный клуб «Виктория Жижков» из Праги, с которым в 1928 году выиграл чемпионат Чехословакии. В том же году Франтишек был участником второго розыгрыша Кубка Митропы, сыграв пять матчей.
В 1930 году защитник перешёл в клуб ЧАФЦ Винограды из пражского района Винограды, но в том же году вернулся обратно в «Викторию». В общей сложности в чемпионате Чехословакии он сыграл 62 матча и забил 1 гол.
В составе сборной Чехословакии Франтишек провёл один официальный матч, дебютировав 13 июня 1926 года в товарищеской игре против сборной Швеции в Стокгольме. Счёт в матче открыли гости — отличился Отто Новак на 49-минуте, а в середине второго тайма Пер Кауфельдт сравнял счёт. На 77-й минуте Новак оформил дубль, однако в концовке встречи Карл-Эрик Холмберг спас свою команду от поражения — 2:2.
Стеглик умер в июне 1939 года в возрасте 34 лет. Похоронен вместе с родителями на  Ольшанском кладбище в Праге.

## Достижения
«Виктория»
- Чемпион Чехословакии: 1927/28